# 平和に関する布告

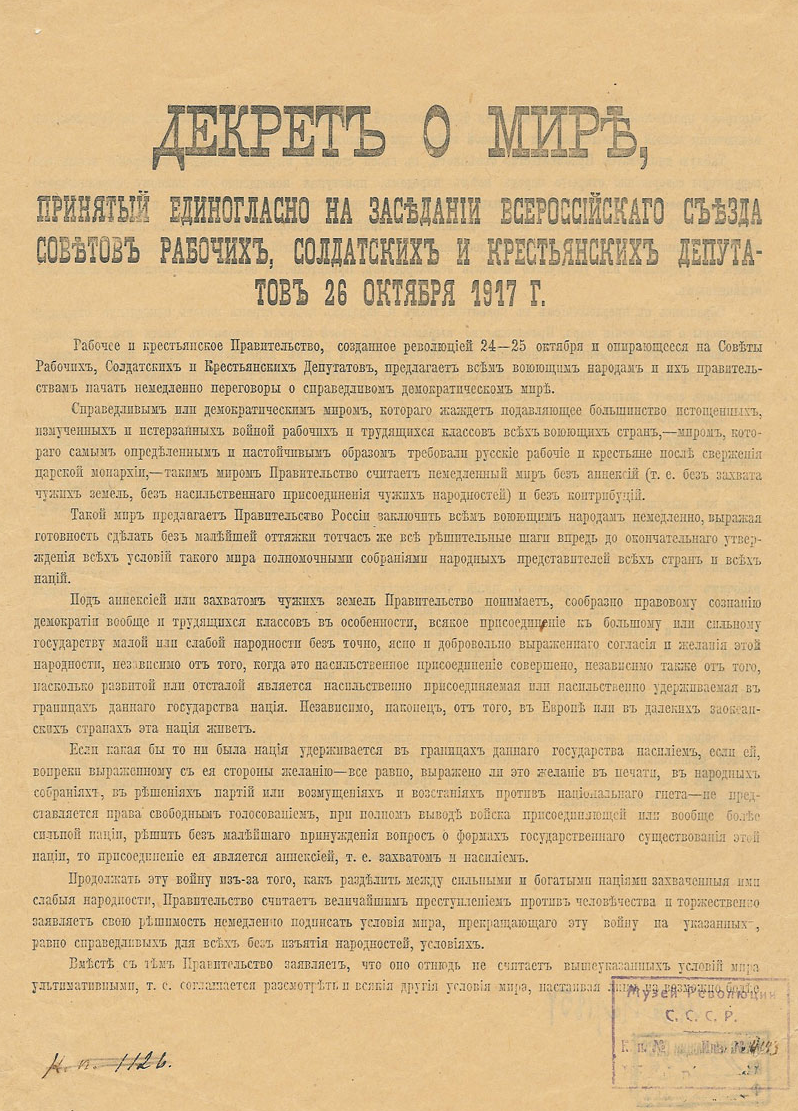
平和に関する布告

平和に関する布告（へいわにかんするふこく、Декрет о мире）は、1917年11月8日（ユリウス暦10月26日）に起きたロシア革命（十月革命）中に、ウラジーミル・レーニン率いるソビエト政権の第2回全ロシア・ソビエト大会で発表された布告である。
その内容は、「無賠償」・「無併合」・「民族自決」に基づく即時講和を第一次世界大戦の全交戦国に提案したものであり、新生ロシア最初の対外政策であった。この平和に関する布告は、ウッドロウ・ウィルソンに「世界に貴重な原則を示した」と称えられ、当時のドイツ、オーストリア・ハンガリーの労働者だけではなく、諸外国の民衆や被圧迫民族解放理論に多大な影響を与えた。